# Fei (cantante)
Wang Feifei (en hangul, 왕페이페이; en hanja, 王 霏霏; Haikou, Hainan, 27 de abril de 1987), conocida por su nombre artístico Fei (en hangul, 페이), es una cantante, actriz y modelo china. Debutó como miembro del grupo miss A en 2010 bajo la compañía JYP Entertainment. En 2016, hizo su debut como artista en solitario con su miniálbum Fantasy.

## Biografía
Fei nació el 27 de abril de 1987 en Haikou, Hainan, China. Reside actualmente en Seúl, Corea del Sur. Actualmente fue becada en el Instituto de Artes (SeoulArts), formalmente conocido como Seoul Art College, junto a Jia, exintegrante de miss A. En China antes de debutar realizó sus estudios en el Nana School.
En China, Fei apareció en un programa de televisión de la cadena Zhejiang, un programa de audición llamado The Prettier She Is. Ella fue miembro de la versión china de las Wonder Girls, JYP Sisters dirigida para niñas talentos, sin embargo pasó a ser parte después de tres años de entrenamiento, al grupo femenino surcoreano miss A. En 2010, también fue modelo para comerciales publicitarios para Samsung Anycall en China.

## Carrera

### miss A
Fei debutó como miembro y líder del grupo miss A en julio de 2010.

### Actividades en solitario
Aparte de sus actividades con el grupo, también ha participado en varios espectáculos de variedades de televisión como Variety Blue Chip en 2013. Ella ganó popularidad después de mostrar sus diferentes habilidades como la cocina y el baile en el programa.
Fei hizo su debut como actriz en una corta aparición en el drama Dream High de KBS en 2011 y 2012.
En 2013, se convirtió en candidata en Dancing with the Stars 3 con su compañera de baile Kim Soo Ro, que ganó el primer lugar y consolidó su nombre como gran bailarina en K-pop.
En marzo de 2014, Fei participó en el programa de variedades chinas If You Love, un programa de citas en el que se había unido el actor chino Sun Jian. En el mismo año, hizo una aparición en el drama Temptation de KBS como Jenny. Más tarde cantó la banda sonora del drama con Jo Kwon de 2AM titulado «One Summer Night», ambos publicados en coreano e inglés.
En 2015, se confirmó que ella participaría en el drama Swan, con Nam Kyuri y Cho Min Sung. Ella también fue confirmada como protagonista de la película china Select Game. El 21 de julio de 2016, Fei hizo su debut como artista en solitario con su sencillo en CD Fantasy.

## Discografía

### Sencillo en CD
| Título  | Detalles del álbum | Mejor posición | Ventas |
| Título  | Detalles del álbum | COR            | Ventas |
| ------- | --- | -------------- | ------ |
| Fantasy | - Lanzamiento: 21 de julio de 2016 - Discográfica: JYP Entertainment - Formato: Descarga digital Ver listaTrack listing 1. «Sweet Sexy Fei» 2. «Fantasy» 3. «One More Kiss» | —              | —      |

### Sencillos
| Título                                                                                       | Año  | Mejores posiciones | Mejores posiciones | Ventas              | Álbum   |
| Título                                                                                       | Año  | COR                | US World           | Ventas              | Álbum   |
| -------------------------------------------------------------------------------------------- | ---- | ------------------ | ------------------ | ------------------- | ------- |
| «Always Be Here»                                                                             | 2014 | —                  | —                  |                     | —       |
| «Fantasy»                                                                                    | 2016 | 154                | 6                  | - COR (DL): 12 260+ | Fantasy |
| «─» indica que el lanzamiento no se posicionó en la lista o no se publicó en ese territorio. |      |                    |                    |                     |         |

### Aparición en banda sonora
| Título                                                                                       | Año  | Mejor posición | Álbum          |
| Título                                                                                       | Año  | COR            | Álbum          |
| -------------------------------------------------------------------------------------------- | ---- | -------------- | -------------- |
| «One Summer Night» (feat. Jo Kwon)                                                           | 2014 | 49             | Temptation OST |
| «─» indica que el lanzamiento no se posicionó en la lista o no se publicó en ese territorio. |      |                |                |

### Otras canciones
| Título                                                                                       | Año  | Mejores posiciones    | Álbum   |
| Título                                                                                       | Año  | CHN Billboard V Chart | Álbum   |
| -------------------------------------------------------------------------------------------- | ---- | --------------------- | ------- |
| «One More Kiss»                                                                              | 2016 | 11                    | Fantasy |
| «─» indica que el lanzamiento no se posicionó en la lista o no se publicó en ese territorio. |      |                       |         |

## Filmografía

### Películas
| Año  | Título      | Rol |
| ---- | ----------- | --- |
| 2016 | Select Game | TBA |

### Series de televisión
| Año  | Título       | Rol                                      | Canal     |
| ---- | ------------ | ---------------------------------------- | --------- |
| 2011 | Dream High   | Cameo (Ep.16) como bailarina de flashmob | KBS 2TV   |
| 2012 | Dream High 2 | Cameo (Ep. 15) como ella misma           | KBS 2TV   |
| 2014 | Temptation   | Cameo como Jenny                         | SBS       |
| 2015 | Swan         | Woods                                    | Drama web |

### Programas de variedades
| Año              | Título                              | Nota                           | Canal            |
| ---------------- | ----------------------------------- | ------------------------------ | ---------------- |
| 2009             | You Will Grow Prettier If You Dance | Invitada junto a Jia           | ZRTG: ZJTV       |
| 2012             | 1 vs. 100                           | Invitada junto a Suzy & Hongki | KBS              |
| 2012             | Strong Heart                        | Invitada junto a Suzy          | SBS              |
| 2012             | Magic Concert                       | Invitada junto a Min           | MBC              |
| 2012             | Cool Food Wins The World            | Invitada junto a Jia           | ZRTG: ZJTV       |
| 2013             | Master Chef Korea Celebrity         | Concursante                    | O'live           |
| 2013             | Dancing with the Stars 3            | Concursante                    | MBC              |
| 2013             | O'live Show                         | Conductora                     | O'live           |
| 2013             | Star King                           | Invitada junto a Min (Ep. 342) | SBS              |
| 2013             | Happy Together 3                    | Invitada junto a Suzy          | KBS 2TV          |
| 2013             | Real Experience! Embrace the World  | Invitada                       | KBS              |
| 2013             | Hello Counselor                     | Ep. 149 - Invitada junto a Min | KBS              |
| 2013             | Amazing Dance                       | Jurado                         | HBS: HNTV        |
| 2014             | Perhaps Love                        | Invitada                       | HBRTVS: HBTV     |
| 2014             | Laugh Out Loud                      | Invitada                       | HHBS: HNTV       |
| 2014             | Running Man                         | Invitada (Ep. 205)             | SBS              |
| 2014             | Singer Game                         | Invitada junto a Min           | Mnet             |
| 2014             | The Great Magician                  | Invitada                       | CCTV: CCTV-3     |
| 2014             | I'm Legend (我是传奇)               | Invitada                       | HBS: QHTV        |
| 2014             | Cook King Korea                     | Invitada                       | SBS              |
| 2014             | Let's Go Dream Team 2               | Invitada junto a Min           | KBS              |
| 2014             | Sleeping With The Boss              | Invitada                       | JTBC             |
| 2014             | Quiz to Change the World            | Invitada junto a Jia           | MBC              |
| 2014             | Happy Together 3                    | Invitada                       | KBS 2TV          |
| 2015             | Running Man                         | Invitada (Ep. 234, 235)        | SBS              |
| 2015             | 4 Things Show                       | Invitada junto a Min           | Mnet             |
| 2015             | laugh out loud                      | Invitada junto a Jia           | HBS: HNTV        |
| 2015             | Men Left Women Right                | Invitada                       | SZMG: SZTV       |
| 2015             | Gourmet Road                        | Invitada junto a Min           | Y-Star           |
| 2015             | Fists of Shaolin Temple             | Invitada                       | SBS              |
| 2015             | Happy Together 3                    | Invitada (Ep. 427)             | KBS 2TV          |
| 2016             | Freezing Show                       | Invitada                       | HLJTV            |
| 2016, 2017, 2020 | Happy Camp                          | Invitada                       | Hunan Television |
| 2020             | I Am An Actor Season 3              | concursante                    | ZJTV             |

### Programas de radio
| Año  | Título                       | Rol                      | Emisora |
| ---- | ---------------------------- | ------------------------ | ------- |
| 2013 | Idols, True Colors / C-Radio | Dj junto a Jia y Zhou Mi | MBC     |
| 2014 | Idols, True Colors / C-Radio | Dj junto a Jia y Zhou Mi | MBC     |
| 2015 | Idols, True Colors / C-Radio | Dj junto a Jia y Zhou Mi | MBC     |

### Aparición en videos musicales
| Año  | Canción          | Artista               |
| ---- | ---------------- | --------------------- |
| 2009 | «My Color»       | 2PM                   |
| 2010 | «This Christmas» | JYP Nation            |
| 2011 | «I Love You»     | Huh Gong & Hoony Hoon |